# Диференцијални праг
Диференцијални праг или праг разлике, је најмања промена у енергији, најмања промена стимулације која доводи до прве, једва приметне разлике у осетима. Као и код доњег прага, величина диференцијалног прага је обрнуто пропорционална са осетљивошћу. Доњи праг се у крајњем исходу може свести на диференцијални, стога овом другом дају примат и сматрају га бољом мером осетљивости.
Овај термин се користи у психологији, односно њеној грани психофизици која проучава перцепцију и мери чулну осетљивост на дражи. 
Методе које се користе за мерење доњег прага се користе и за испитивање диференцијалног прага, попут методе граница, метода константних дражи и метода репродукције. Најважнија разлика у односу на описане методе јесте у опсегу стимулације који се презентује. При мерењу диференцијалних прагова, стимулација се увек налази у опсегу интензитета које испитаник може да опази.